# Coordination des groupes anarchistes
Pour les articles homonymes, voir CGA.
La Coordination des groupes anarchistes (CGA) était une organisation anarchiste française issue d'une scission de la Fédération anarchiste lors de son 60e congrès en juin 2002,. Elle se réclame du communisme libertaire et appartient à la mouvance du syndicalisme d'action directe.
La CGA fusionne avec Alternative libertaire en juin 2019 pour former l'Union communiste libertaire.

## Histoire
La CGA a été créée principalement par des groupes du sud de la France qui ont quitté la Fédération anarchiste (FA) lors du 60e congrès de juin 2002, en raison de leur refus de la pratique de l'unanimité dans le processus décisionnel au sein de la FA, jugée « source d'immobilisme » au profit d'un mode de prise de décision à la majorité qualifiée. 
Elle conserve cependant des liens ponctuels avec la Fédération anarchiste, avec laquelle elle collabore notamment en 2006-2007 lors d'une campagne commune « Agir au lieu d’élire » contre la participation aux élections présidentielle et législatives de mai-juin 2007. 
En mars 2015, la CGA subit plusieurs défédérations de groupes, de liaisons et de militants à la suite d'une crise interne, qui fondent l'Organisation anarchiste. Une des conséquences est que le journal Infos et analyses libertaires n'est plus l'organe de presse de l'organisation. Il est remplacé par le journal Résistances libertaires.
En juillet 2018, elle entame un processus de rapprochement avec Alternative libertaire, en vue d'une éventuelle unification. À l'occasion d'un congrès de fondation, les deux organisations fusionnent le 10 juin 2019 pour créer l'Union communiste libertaire.

## Fonctionnement
La structure organisationnelle de la CGA repose sur le fédéralisme[réf. nécessaire], le mandatement collectif, impératif et révocable, la rotation des mandats et les prises de décisions à 75 % de majorité.
En dehors des réunions de coordination (qui ont lieu tous les trois mois) les différents groupes communiquent officiellement par le biais d'un bulletin intérieur.
Ainsi ils peuvent discuter localement des différents points abordés dans le bulletin Intérieur pour ensuite envoyer aux réunions de coordination un nombre définis de mandatés chargés de porter les décisions qui ont été prises par le groupe.

## Principes de la CGA
La CGA se réclame des « principes » suivants : 
- dénonciation de toutes les inégalités sociétaires et des injustices de tous ordres, fruit de politiques mises en place pour un petit nombre de privilégiés ;
- lutte contre les politiques d'exploitation et d'aliénation et contre ceux qui les mènent (États, gouvernements, patronat et institutions d'aliénation et de coercition) ;
- lutte pour l'abolition de toutes les formes de pouvoir et d'autorité, seules des relations égalitaires pouvant engendrer une organisation harmonieuse et égalitaire de la vie des gens ;
- rejet de l'électoralisme et de toutes les consultations bourgeoises (municipales, cantonales, régionales, nationales et européennes) ;
- revendication de la lutte des classes et appui aux luttes sociales ;
- défense d’un mode organisationnel, le fédéralisme libertaire, reposant sur l'autonomie des individus et des groupes et la solidarité et l'entraide ;
- ambition d'aboutir à une société basée sur le communisme libertaire d'où exploitation et aliénation auront disparu.

## Moyen et implantation
De 2002 a 2015 la CGA produisait un journal bimestriel, Infos et analyses libertaires. De 2015 a 2019 son outil de communication est le journal mensuel Résistances Libertaires. Les groupes et liaisons qui la composaient en 2019 sont, par ordre décroissant de taille en militants : de Lyon, Un Autre Futur (à Montpellier), de la Région parisienne, Clermont-Ferrand,Toulouse, Haute-Savoie, Mâcon, Valence, Lille, Lons le Saunier, Orléans.

## Publications
- Edward Sarboni, historien et membre de la CGA, Sur Cronstadt, 2003, texte intégral.
- Coordination des groupes anarchistes, Groupe Un autre futur (Montpellier), Ordre sécuritaire et inégalités sociales : présentation et analyses des lois sécuritaires, L'Esprit frappeur, 2005,  (ISBN 2844052193), notice BNF.
- Coordination des groupes anarchistes, Pour les luttes, OUI ou NON, riment avec ABANDON! L’Europe sociale ne se construira que par le biais de nos mobilisations !, 10 avril 2005, RA.forum.

### Sources et bibliographie
- Notices d'autorité :   - VIAF
  - LCCN
  - WorldCat

Presse locale :
- « 5ème congrès de la Coordination des groupes anarchiste », L'Indépendant, 30 octobre 2012, Lire en ligne.
- Jean-Louis Dubois-Chabert, « Toulouse, terreau fertile pour graines d'ananars, deuxième Congrès de la Coordination des groupes anarchistes », La Dépêche du Midi, 20 janvier 2006, texte intégral.

Travaux :
- Serge Cosseron, Dictionnaire de l'extrême gauche, Paris, Larousse, 2007, 286 p. (ISBN 978-2-03-582620-6), p. 139
- Simon Luck, Sociologie de l’engagement libertaire dans la France contemporaine Socialisations individuelles, expériences collectives, et cultures politiques alternatives, thèse pour le doctorat de science politique, Université Paris 1 Panthéon-Sorbonne, 2008, 760 p. (lire en ligne), p. 139, 146.